# Pita Godinet

a Compétitions nationales et continentales officielles uniquement.

b Matchs officiels uniquement.
Pita Godinet, né le 21 décembre 1987 à Christchurch (Nouvelle-Zélande), est un joueur néo-zélandais d'origine samoane de rugby à XIII évoluant au poste de talonneur, de demi de mêlée ou de demi d'ouverture. Il est à vingt ans l'un des grands espoirs du rugby à XIII en Nouvelle-Zélande et signe pour les Warriors de New-Zealand en 2011 en National Rugby League. Il y dispute en trois saisons plus de quinze rencontres. En 2013, il est sélectionné en équipe des Samoa pour disputer la Coupe du monde 2013 avec laquelle il dispute quatre rencontres, ainsi qu'une autre édition de Coupe du monde en 2017. Il rejoint ensuite le club anglais de Wakefield en Super League pour deux saisons avant de revenir en NRL, tout d'abord à Manly-Warringah en 2016 puis aux Wests Tigers en 2018. En fin de contrat en NRL, il s'expatie de nouveau pour rejoindre le club français de Villeneuve-sur-Lot.

## Biographie
Pita Godinet est né à Christchurch en Nouvelle-Zélande. Il est à vingt ans l'un des grands espoirs du rugby à XIII en Nouvelle-Zélande et signe pour les Warriors de New-Zealand en 2011 en National Rugby League. Il y dispute en trois saisons plus de quinze rencontres. En 2013, il est sélectionné en équipe des Samoa pour disputer la Coupe du monde 2013 avec laquelle il dispute quatre rencontres. Il rejoint ensuite le club anglais de Wakefield en Super League pour deux saisons avant de revenir en NRL, tout d'abord à Manly-Warringah en 2016 puis aux Wests Tigers en 2018. En fin de contrat en NRL, il s'expatie de nouveau pour rejoindre le club français de Villeneuve-sur-Lot, même s'il avait été pressenti un moment pour rejoindre le club de Huddersfield
En 2018, il rejoint la France et le club de Villeneuve-sur-Lot. En 2019, il devient en plus de son rôle de joueur entraîneur-adjoint de ce même club entraîné par Fabien Devecchi à la suite du départ de Julien Rinaldi qui s'expatrie en Australie pour d'autres projets

## Palmarès
- Collectif :
  - Finaliste de la National Rugby League : 2011[3] (New Zealand).

### En club
| Saison    | Club                       | Compétition           | Matchs | Points | Essais | Goals | Drops |
| --------- | -------------------------- | --------------------- | ------ | ------ | ------ | ----- | ----- |
| 2011      | New Zealand Warriors       | National Rugby League | 4      | 4      | 1      | -     | -     |
| 2012      | New Zealand Warriors       | National Rugby League | 4      | 4      | 1      | -     | -     |
| 2013      | New Zealand Warriors       | National Rugby League | 10     | 8      | 2      | -     | -     |
| 2014      | Wakefield Trinity Wildcats | Super League          | 22     | 24     | 6      | -     | -     |
| 2015      | Wakefield Trinity Wildcats | Super League          | 22     | 20     | 4      | 2     | -     |
| 2016      | Manly-Warringah Sea Eagles | National Rugby League | 2      | 4      | 1      | -     | -     |
| 2018      | Wests Tigers               | National Rugby League | 9      | -      | -      | -     | -     |
| 2018-2019 | Villeneuve-sur-Lot         | Championnat de France | 14     | 18     | 2      | 5     | -     |
| 2019-2020 | Villeneuve-sur-Lot         | Championnat de France | 9      | 16     | 4      | -     | -     |
| 2020-2021 | Villeneuve-sur-Lot         | Championnat de France | 2      | -      | -      | -     | -     |